# Aconit (frégate)
Pour les articles homonymes, voir Aconit.
La frégate Aconit est le quatrième bâtiment de classe La Fayette d'une série qui compte cinq unités (La Fayette, Surcouf, Courbet et le Guépratte) de la Marine nationale française. Son indicatif visuel est F713. Elle est parrainée par la ville de Chalon-sur-Saône. La frégate Aconit conserve les traditions de la corvette Aconit puis de la frégate Aconit (D609). Au titre de la première, son fanion est décoré de la croix de la Libération, de la Croix de guerre 1939-1945 et de la médaille de la Résistance et son pavillon de beaupré est celui des Forces navales françaises libres (FNFL).

## Missions
Les frégates de type La Fayette ont été conçues principalement pour faire respecter les intérêts maritimes de l'État dans les espaces d'Outre-mer, mais elles peuvent aussi assurer d'autres missions telles que l'intégration à une force d'intervention, la protection du trafic maritime, l'accompagnement d'un groupe aéronaval, et de réaliser des missions spéciales ou humanitaires.

## Opérations
La frégate a participé à plusieurs opérations :
- 2009 : Opération Tanit au large de la Somalie[2]
- 2011 : Opération Harmattan en Libye
- 2012 : au large des côtes somaliennes dans le cadre de la mission de prévention de la piraterie (Opération Atalante)
- En avril 2015, elle évacue 25 personnes du Yémen et les a transférées sur le Dixmude en partance pour Djibouti, à la suite du conflit au Yémen[3].
- En 2016, elle participe à la lutte contre la piraterie dans l'Océan Indien dans le cadre de la force opérationnelle combinée 150[4].
- 2018 : Opération Sofia, cette opération consiste au sauvetage de migrants au large de la Libye. Durant cette opération commune avec des forces étrangères l’Aconit a pu sauver la vie de 106 migrants.

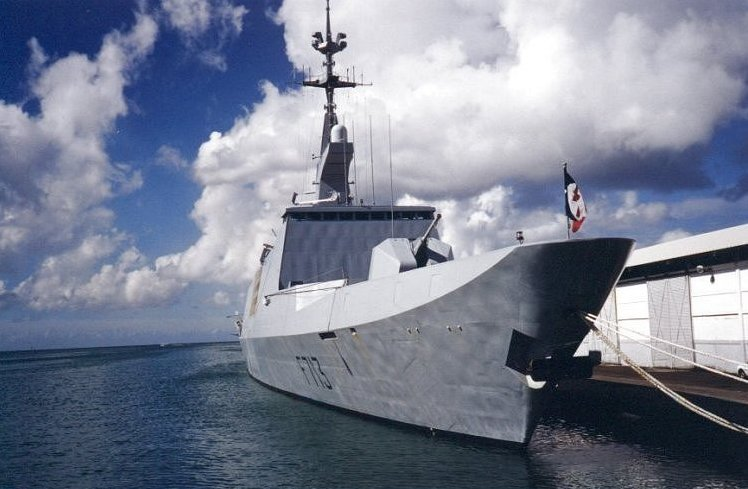
La frégate Aconit à quai
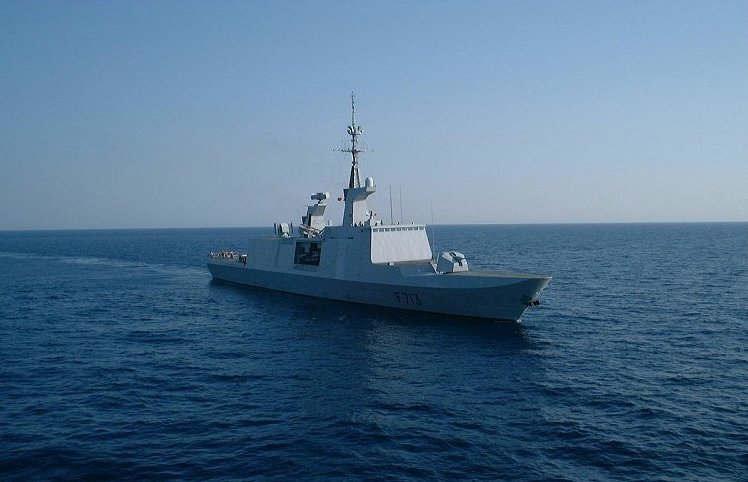
L'Aconit en mer en 1999.
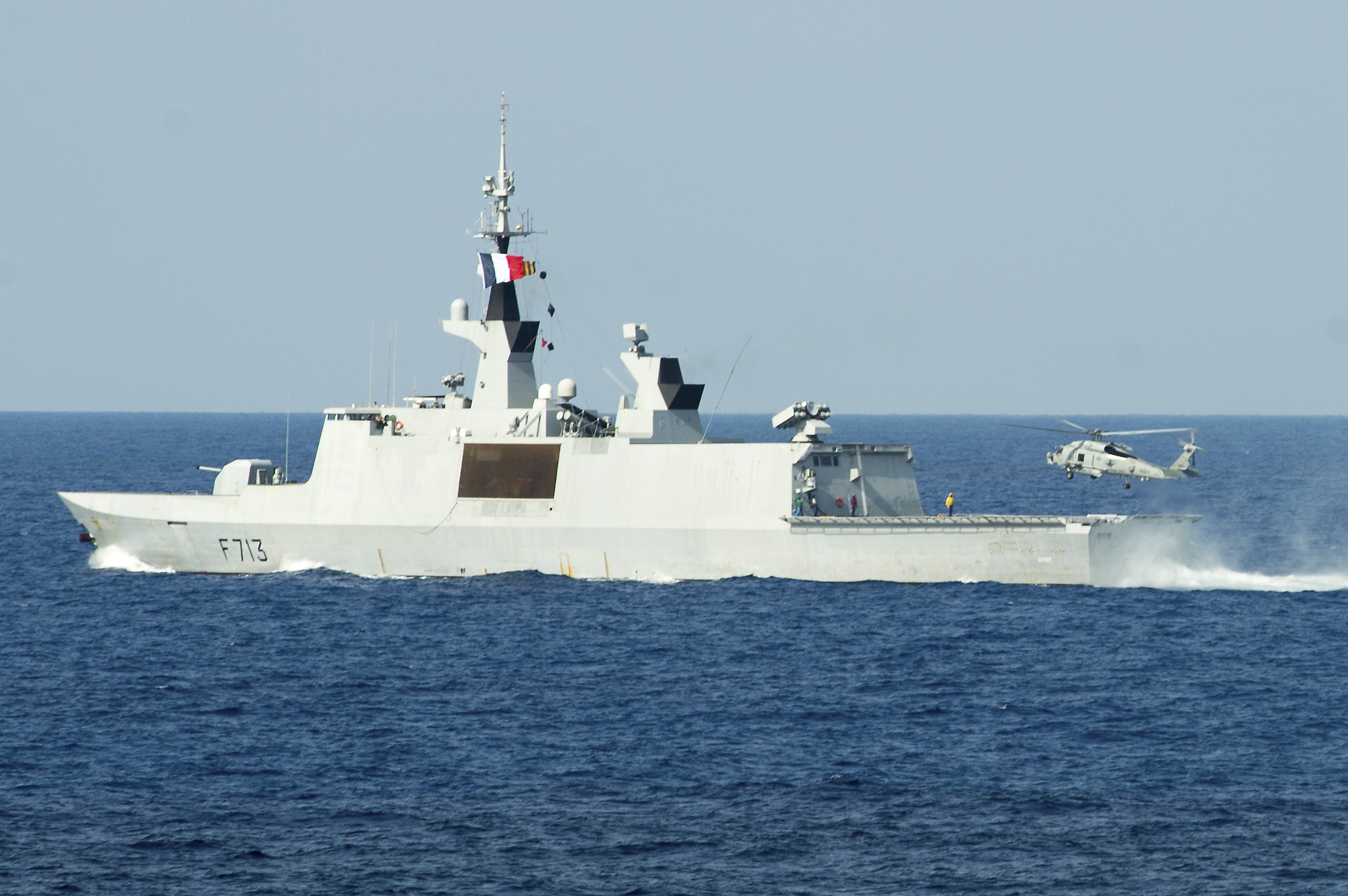
Un MH-60R Seahawk de l’US Navy appontant à bord de l'Aconit le 19 septembre 2013
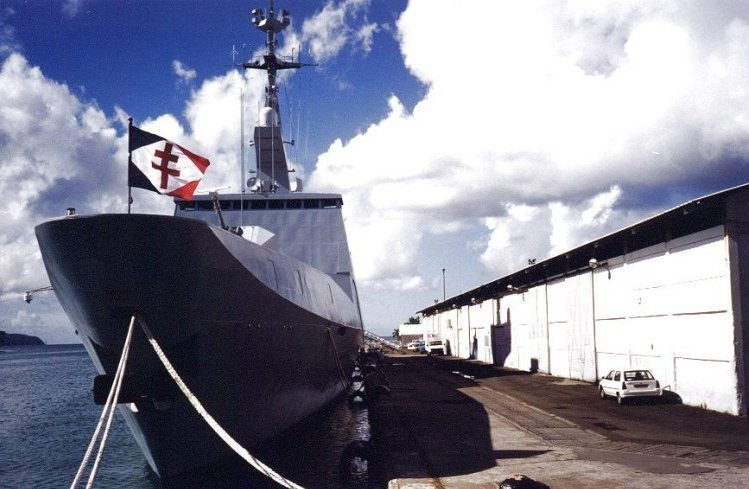
L'Aconit avec pavillon de beaupré des FNFL

## Décorations
- Fourragère Verte de la Croix de l’Ordre de la Libération (depuis le 18 juin 1996).
- Fourragère Verte rayée de Rouge de La Croix de Guerre 1939-1945